# 荒木市次郎
荒木 市次郎（あらき いちじろう、1895年〈明治28年〉6月11日 - 没年不明）は、日本の会社役員、鳥取県多額納税者、資産家、鳥取県の大地主。

## 経歴
鳥取県西伯郡境町（現・境港市）出身。荒木徳三郎の長男。1912年、家督を相続する。農業、金融業を営む。境貿易取締役・同専務取締役をつとめる。

## 人物
境貿易の大株主である。境日本海写真倶楽部会員である。
貴族院多額納税者議員選挙の互選資格を有する。住所は鳥取県西伯郡境町栄町。

## 家族・親族
荒木家
- 父・徳三郎（1846年 - ?、荒木屋、肥料綿米穀商、醤油醸造業[13]、海運業、大地主、境町会議員）
- 母・てつ（1857年 - ?、鳥取、門脇小次郎の長女）[5]

親戚
- 叔父・荒木平三郞（境貿易社長）
- 従兄・荒木重造[5][注 2]